# Башбек Немецкий
Башбе́к Неме́цкий (укр. Башбек Німецький, крымскотат. Nemse Başbek, Немсе Башбек) — исчезнувшее село в Первомайском районе Республики Крым, располагавшееся на северо-западе района, в степной части Крыма, на берегу реки Самарчик (сейчас — одна из ветвей Северо-Крымского канала), примерно 4 километрах юго-западнее села Калинино.

## История
Немецкая католическая колония Дейч-Башбек была основана в 1895 году на 1000 десятинах земли, на 1914 год в селении уже действовала католическая школа грамотности. По Статистическому справочнику Таврической губернии. Ч.II-я. Статистический очерк, выпуск пятый Евпаторийский уезд, 1915 год, в селе Башбек Коджамбакской волости Евпаторийского уезда числилось 13 дворов с немецким населением в количестве 70 человек приписных жителей и 23 — «посторонних». Согласно списку 1915 года «…русских подданных из австрийских, венгерских или германских выходцев» землевладельцев, опубликованном в газете «Таврические губернские ведомости» в апреле 1915 года, при деревне Башбек значились Келерман Иосиф Петрович, имевший 63 десятины земли, Обердерер Фердинанд — 127 дес., Пенгерт Иосиф — 78 дес. и Пер Иван Антонович — 78 дес..
После установления в Крыму Советской власти, по постановлению Крымревкома от 8 января 1921 года № 206 «Об изменении административных границ» была упразднена волостная система и в составе Евпаторийского уезда был образован Бакальский район, в который включили село, а в 1922 году уезды получили название округов. 11 октября 1923 года, согласно постановлению ВЦИК, в административное деление Крымской АССР были внесены изменения, в результате которых округа были отменены, Бакальский район упразднён и село вошло в состав Евпаторийского района. Согласно Списку населённых пунктов Крымской АССР по Всесоюзной переписи 17 декабря 1926 года, в селе Башбек (немецкий), Ташкуинского сельсовета Евпаторийского района, числилось 23 двора, из них 22 крестьянских, население составляло 117 человек, из них 111 немцев, 5 русских, 2 украинца, 1 татарин, 3 записаны в графе «прочие», действовала русско-немецкая школа. После создания 15 сентября 1931 года Фрайдорфского (переименованного в 1944 году в Новосёловский) еврейского национального района Башбек включили в его состав, а после разукрупнения в 1935-м и образования также еврейского национального Лариндорфского (с 1944 — Первомайский), село переподчинили новому району.
Вскоре после начала Великой Отечественной войны, 18 августа 1941 года крымские немцы были выселены, сначала в Ставропольский край, а затем в Сибирь и северный Казахстан. Видимо, опустевшее после депортации село не возрождали, объединив с Башбеком русским в Авроровку.